# گرگ هولمز (تنیس‌باز)
 گرگ هولمز (انگلیسی: Greg Holmes؛ زاده ۲۹ اوت ۱۹۶۳) یک تنیس‌باز اهل ایالات متحده آمریکا است.